# Tom Wesselmann
Tom Wesselmann (Cincinnati, Ohio, 23 de fevereiro de 1931 — Nova Iorque, 17 de dezembro de 2004) foi um pintor norte-americano.

## Biografia
Wesselmann estudou no Hiram College em Ohio e em 1951 inscreveu-se na Universidade de Cincinnati, no curso de Psicologia.
Foi chamado para o exército em 1952, devido aos Estados Unidos da América estarem envolvidos na Guerra da Coreia. Passou por Fort Rilley no Kansas e passou à disponibilidade em 1954.
Foi durante o tempo em que cumpriu serviço militar, que Wesselmann se interessou pelo desenho. No início fez diversas caricaturas e bandas desenhadas que eram sátiras à vida militar. Em Fort Rilley teve de estudar interpretação de fotografia aérea, e foi a partir dessa altura que os seus desenhos começaram a abranger novos temas, sem se limitar à sátira militar.
Ainda no exército, Wesselmann casou-se com Dot Irish. Quando terminou o serviço militar voltou novamente para a Universidade de Cincinnati, tendo então conseguido acabar o curso de Psicologia em 1956.
Estudou também na Academia das Belas Artes de Cincinnati. Neste período continuou a fazer banda desenhada que vendia a diversos jornais.
Por influência de um seu professor de desenho, inscreveu-se na Cooper Union School de Nova Iorque, motivo pelo qual foi viver para Brooklyn.
Enquanto aluno da Cooper Union School, ficou fascinado por uma das Elegias à República Espanhola de Motherwell, embora segundo ele próprio afirmou, o artista que mais o influenciou foi Willem de Kooning, um dos artista do movimento do expressionismo abstrato.
Após acabar os estudos na Cooper Union School, Wesselmann separa-se de Dot, deixa de fazer banda desenhada e inicia-se uma nova fase artística, com colagens, usando diversos materiais.
Em 1963  Wesselmann casa em segundas núpcias com Claire Selly que tinha sido sua colega.

## Obra
- 1959 – Retrato – Colagem n.º 1 (técnica mista e colagem sobre madeira 21,1 cm x 27,9 cm)
- 1960 – Pórtico (técnica mista e colagem sobre madeira 22,9 cm x 25,4 cm)
- 1960 – Judy a Despir-se (técnica mista e colagem sobre madeira 41,1 cm x 23 cm)
- 1960 – Pequena Sobre a colagem Banheira n.º 2 (técnica mista e colagem sobre madeira 19,1 cm x 14 cm)
- 1961 – Grande Nu Americano n.º 12 (técnica mista e colagem sobre madeira 122 cm x 122 cm)
- 1961 – Grande Nu Americano n.º 1 (técnica mista e colagem sobre madeira 122 cm x 122 cm)
- 1963 – Grande Nu Americano n.º 50 (técnica mista e colagem e montagem sobre madeira 122 cm x 91,4 cm x 7,6 m)
- 1963 – Grande Nu Americano n.º 52 (acrílico e colagem sobre madeira 152,4 cm x 122 cm)
- 1964 – Grande Nu Americano n.º 53 (óleo e colagem sobre tela 304 cm x 243,8 cm)
- 1964 – Grande Nu Americano n.º 57 (acrílico e colagem sobre madeira 122 cm x 165 cm)
- 1966 – Grande Nu Americano n.º 82 (plástico modelado e pintado 137,2 cm x 200,6 cm x 7,6 m)
- 1967 – Grande Nu Americano n.º 91 (óleo sobre tela 151,1 cm x 261,6 cm)
- 1968 – Grande Nu Americano n.º 99 (óleo sobre tela 152,4 cm x 205,7 cm)
- 1962 – Natureza-morta n.º 12 (técnica mista e colagem sobre madeira 122 cm x 122 cm)
- 1962 – Natureza-morta n.º 19 (técnica mista e colagem sobre madeira 122 cm x 152,4 cm x 12,7 cm)
- 1963 – Natureza-morta n.º 35 (óleo e colagem sobre tela 304,8 cm x 487,7 cm)
- 1964 – Natureza-morta n.º 46 (plástico modelado e pintado 122 cm x 152,4 cm x 10,2 m)
- 1963 – Natureza-morta n.º 33 (óleo e colagem sobre tela 335,3 cm x 457,2 cm)
- 1964 – Desenho em 3-D (para Natureza-morta) (carvão e montagem sobre tábua e madeira 122 cm x 152,4 cm x 20,3 cm)
- 1972 – Natureza-morta n.º 59 (óleo sobre tela e acrílico sobre tapeçaria 266,7 cm x 485,2 cm x 210,8 cm)
- 1980-1982 – Natureza-morta com Jarra Azul e cigarro a Fumegar (óleo sobre tela 274,3 cm x 167,6 cm)
- 1967 – Natureza-morta n.º 61 (óleo sobre tela 265,4 cm x 993,1 cm x 200,7 cm)
- 1963 – Colagem sobre a Banheira n.º 2 (técnica mista e colagem sobre madeira 122 cm x 152,4 cm x 15,2 cm)
- 1963 – Colagem sobre a Banheira n.º 3 (óleo e montagem sobre tela 213,4 cm x 269,2 cm x 50,8 cm)
- 1962 – Natureza-morta n.º 20 (com inclusão de luz acesa) (esmalte e colagem sobre madeira 122 cm x 122 cm x 13,3 m)
- 1963 – Grande Nu Americano n.º 48 (com inclusão de iluminação de janela) (óleo e colagem sobre tela, acrílico e colagem sobre madeira, radiador esmaltado e montagem 213,4 cm x 274,3 cm x 86,3 cm)
- 1964 – Natureza-morta n.º 28 (acrílico, colagem e televisor a funcionar sobre madeira 122 cm x 152,4 cm)
- 1964 – Natureza-morta (relógio e rádio em funcionamento) (óleo, acrílico, colagem e assemblagem 55,9 cm x 59,7 cm x 20,3 cm)
- 1968-1970 – Caixa-Dormitório com Seio (com inclusão de seio de mulher) (técnica mista e colagem sobre madeira 15,2 cm x 30,5 cm x 21,6 m)
- 1978-1980 – Maqueta Grande Fumadora (escultura) (com base de f´rmica) (esmalte sobre masonita 143,5 cm x 365,8 cm x 122 cm)
- 1981 – Sapatos Desportivos e Cuecas Violeta (óleo sobre tela 176,5 cm x 219,1 cm)
- 1965 – Paisagem n. 5 (óleo, acrílico e colagem sobre tela 213,4 cm x 381 cm 45,7 cm)
- 1965 – Paisagem Marinha n.º 5 (acrílico sobre madeira 167,6 x 122 cm)
- 1967 – Boca n.º 14 (óleo sobre tela 152,4 cm x 274,2 cm)
- 1967 – Fumadora n.º 13 (óleo sobre tela 285,8 cm x 330,2 cm)
- 1967 – Pintura de Quarto de Dormir n.º 7 (óleo sobre tela 198,1 cm x 221 cm)
- 1968 – Pintura de Quarto de Dormir n.º 2 (óleo sobre tela 110,5 cm x 212,1 cm)
- 1968 – Grande Nu Americano n.º 98 (óleo sobre tela 252,7 cm x 506,7 cm x 122 cm)
- 1969 – Pintura de Quarto de Dormir n.º 13 (óleo sobre tela 147,3 cm x 182,9 cm)
- 1969 – Pintura de Quarto de Dormir n.º 20 (óleo sobre tela 129,5 cm x 193 cm)
- 1968-1970 – Pintura de Quarto de Dormir n.º 15 (óleo sobre tela 213,4 cm x 302,3 cm)
- 1970 – Pintura de Quarto de Dormir n.º 24 (óleo sobre tela 190,5 cm x 236,2 cm x 63,5 cm)
- 1978 – Pintura de Quarto de Dormir n.º 38 (óleo sobre tela 213,4 cm x 246,4 cm)
- 1978 – Pintura de Quarto de Dormir n.º 39 (óleo sobre tela 243,8 cm x 298,4 cm)
- 1972-1982 – Mão de Gina (óleo sobre tela 149,9 cm x 208,3 cm)
- 1983 – Pintura de Quarto de Dormir n.º 60 (óleo sobre masonita e aço 205,8 cm x 928,5 cm)
- 1983 – Pintura de Quarto de Dormir n.º 65 (óleo sobre tela 183 cm x 350,5 cm)
- 1983 – Pintura de Quarto de Dormir n.º 67 (óleo sobre tela 238,7 cm x 152,4 cm)
- 1977 – Nu de Carol (óleo sobre tela 262,9 cm x 334 cm)
- 1977-1980 – Nu com Lâmpada (óleo sobre tela 199,9 cm x 222,2 cm)
- 1985 – Natureza-morta com Carpa Dourada e Narciso (esmalte sobre alumínio recortado 157,5 cm x 216 cm)
- 1985 – Nu de quarto de Dormir com Colar Preto (esmalte sobre alumínio recortado 205,7 cm x 226 cm)
- 1988 – Esboço rápido de Natureza-morta com Pintura Abstrata (esmalte sobre aço recortado 152,4 cm x 238,8 cm)
- 1988 – Natureza-morta com Flores Silvestres, Fruta e Tarro de Natas (esmalte sobre aço recortado 165,1 cm x 236,2 cm)
- 1985-1989 – Pátio Dianteiro de Alice (esmalte sobre alumínio recortado 154,9 cm x 190,5 cm)
- 1991 – A Granja da Colina, Callicoon Center (esmalte sobre alumínio recortado 172 cm x 259,1 cm)
- 1985-1991 – Natureza-morta com Crisantemo Fuji (óleo alkyd sobre aço recortado 157,5 cm x 195,6 cm)
- 1992 – Rosto no Quarto com Lichtenstein (3-D) (óleo sobre alumínio recortado 172,7 cm x 208,2 cm x 33 cm)
- 1993 – Grande Ruiva (Leito duplo) (3-D) (óleo sobre alumínio recortado 142,2 cm x 188 cm x 25,4 cm)
- 1991 – Natureza-morta com Dois Matisses (óleo alkyd sobre alumínio recortado 157,5 cm x 205,7 cm)
- 1988-1993 – Monica e Matisse, Interior com Um Fonógrafo (3-D) (óleo sobre alumínio recortado 183 cm x 119,4 cm x 7,1 cm)